# Bistum Santo Ângelo
Das Bistum Santo Ângelo (lateinisch Dioecesis Angelopolitana, portugiesisch Diocese de Santo Ângelo) ist ein römisch-katholisches Suffraganbistum des Erzbistums Santa Maria. Das Bistum Santo Ângelo hat seinen Sitz in Santo Ângelo in Rio Grande do Sul im Süden Brasiliens.
Das Bistum wurde am 22. Mai 1961 durch Papst Johannes XXIII. aus dem Bistum Uruguaiana herausgegründet; erster Bischof wurde am 3. Februar 1962 Aloísio Lorscheider.

## Bischöfe
- Aloísio Lorscheider OFM (1962–1973), später Erzbischof von Fortaleza und Aparecida
- Estanislau Amadeu Kreutz (1973–2004)
- José Clemente Weber (2004–2013)
- Liro Vendelino Meurer (seit 2013)

## Weblinks

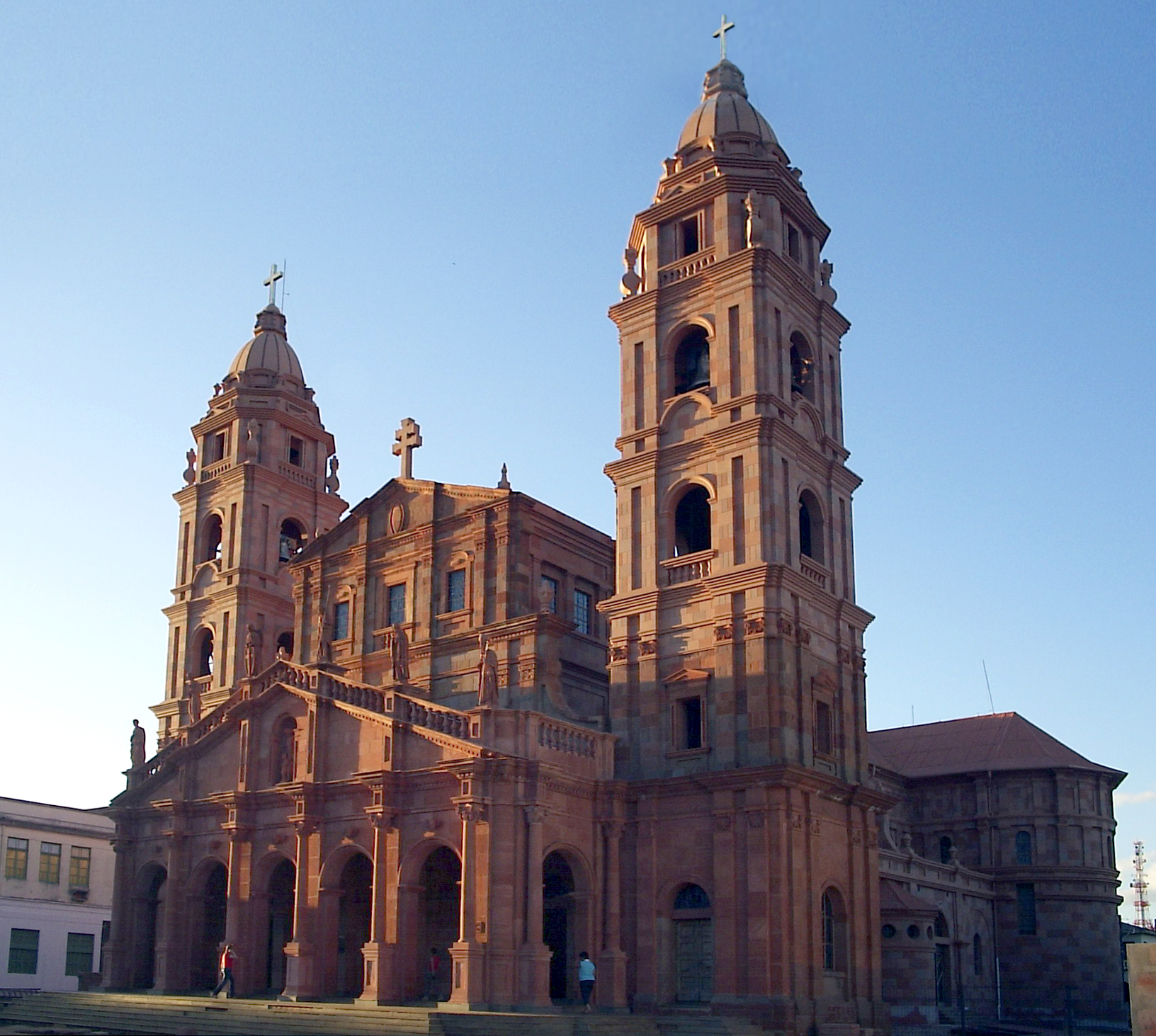
Kathedrale Santo Ângelo